# Jonas Sellén
Jonas Sellén, född den 12 oktober 1800 i Selångers socken, Medelpad, död den 22 maj 1851 i Uppsala, var en svensk universitetslärare.
Sellén blev student 1821, filosofie magister (ultimus) 1827, docent i latinsk vältalighet 1828, adjunkt i vitterheten ("litteræ humaniores") 1833 och professor i latinsk vältalighet och poesi 1841 efter Törneros - allt vid Uppsala universitet. Han förestod under ett par år, fram till Atterboms utnämning 1835, den nyinrättade vitterhetsprofessuren och uppfördes även på förslag till denna tjänst.
Sellén utgav visserligen endast de ofullbordade dissertationerna: In judicia criticorum de Pharsalia Lucani observationes (1828) och De veritate et fictione in poesi Romanorum epica (1832), men han utövade som lärare en mycket betydelsefull verksamhet; hans efterlämnade föreläsningar fyller många folioband på Uppsala universitetsbibliotek. 